# 懿想天開
《懿想天開》是三立新聞網自製的網路節目，以女性為主的實境節目，改版前由李懿主持，每集都會邀請來賓，改版後加入了五位主持人分別是前AKB48 Team TP初代隊長陳詩雅、前Rakuten Girls的倪暄和Rakuten Girls的巫苡萱、籃籃、曲羿，2023年在新增五位來自Rakuten Girls的雅涵、林襄、AKB48 Team TP的林馨、冼迪琦、排球選手廖苡任擔任主持人。2023年7月1日起主持人調整為由當家一姐李懿帶領巫苡萱、艾融、陳詩媛（十元），踏片全台319個鄉鎮市、體驗319種山海人文風情，挑戰各種吃喝玩樂的五感體驗，請跟著懿想天開的女孩「挑戰自我不留白，I AM THE BEST！」每周二21:30播出。2023年11月8日起主持人調整為由李懿帶領巫苡萱、倪暄、陳詩雅、陳詩媛、冼迪琦、陳伊等七位主持人，繼續挑戰各種吃喝玩樂的新奇事物。2025年3月25日起主持人調整為陳詩雅、陳詩媛、繼續帶著大家體驗各種山海人文風情，挑戰各種吃喝玩樂的五感享受。

## 改版前
| 集數 | 播出日期       | 標題                                                       | 來賓 | 備註 |
| ---- | -------------- | ---------------------------------------------------------- | --- | ---- |
| 1    | 2019年4月2日   | 李懿當恰吉議員-王世堅小助理                                | 王世堅 |      |
| 2    | 2019年4月9日   | 李懿為了迪士尼頂撞世堅議員！？                             | 王世堅 |      |
| 3    | 2019年4月16日  | 李懿、網紅阿澎學按摩街頭按摩做公益                         | 阿澎 |      |
| 4    | 2019年4月23日  | 搶救音痴李懿大作戰 找國華老師幫幫忙                        | 陳國華 |      |
| 5    | 2019年4月30日  | 李懿挑戰Vidol日常! 竟然還有神祕小任務                      | |      |
| 6    | 2019年5月7日   | 李懿、網紅阿澎街頭公益馬殺雞 效果一級棒                    | 阿澎 |      |
| 7    | 2019年5月14日  | 李懿 首場個人演唱會登場                                    | 陳國華 |      |
| 8    | 2019年5月21日  | 李懿、琳妲為了挑戰三鐵進行特訓                             | 琳妲 |      |
| 9    | 2019年5月28日  | 李懿性感鋼管女郎登場 教練穿得也太猛了                      | |      |
| 10   | 2019年6月4日   | 李懿、琳妲鐵三初體驗                                       | 琳妲 |      |
| 11   | 2019年6月11日  | 李懿性感蛻變化身鋼管天使                                   | |      |
| 12   | 2019年6月18日  | 李懿、小淨到莊敬高職大亂鬥                                 | 小淨 |      |
| 13   | 2019年6月25日  | 李懿重機初體驗女神凱樂來助陣                               | 凱樂 |      |
| 14   | 2019年7月2日   | 李懿清涼衝浪去 陽光沙灘比基尼                              | |      |
| 15   | 2019年7月9日   | 李懿與凱樂的邂逅 重機女神雙遊北海                          | 凱樂 |      |
| 16   | 2019年7月16日  | 李懿、正妹dash 許琬珍與動物親密邂逅                        | 許琬珍 |      |
| 17   | 2019年7月23日  | 李懿、楊晨熙挑戰偏遠地區送餐員，為獨居老人送餐             | 楊晨熙 |      |
| 18   | 2019年7月30日  | 李懿、黑男在街頭大搞男女關係，愛神就在你身邊               | 黑男 |      |
| 19   | 2019年8月6日   | 李懿開房間會粉絲，廚娘元元來支援                           | 元元 |      |
| 20   | 2019年8月20日  | 李懿、元元做晚餐!差點炸廚房                                | 元元 陳詩雅 . [2022-04-07]. （原始内容存档于2022-06-09）. 冼迪琦 . [2022-04-07]. （原始内容存档于2022-06-09）. 邱品涵 阿部瑪利亞 |      |
| 21   | 2019年9月3日   | 【粉絲企劃】李懿騎馬大挑戰                                 | |      |
| 22   | 2019年9月17日  | 綠島潛水李懿變成學妹筑筑攝影師!?                           | . |      |
| 23   | 2019年10月1日  | 李懿綠島【真秘境】跳水挑戰!炸裂屁股                        | |      |
| 24   | 2019年10月15日 | 李懿海釣開外掛 筑筑胸部頂到黑青!                           | . |      |
| 25   | 2019年10月29日 | 可愛小幫手語謙來囉~跟李懿到最美千島湖野炊去~!              | 陳語謙、小周師 |      |
| 26   | 2019年11月5日  | 挑戰騎電動車露營,李懿不小心在山中迷路失蹤                  | 林莎 |      |
| 27   | 2019年11月19日 | 李懿、可凡參加wirforce justdance 全國大賽初賽 竟然走後門!? | 可凡 |      |
| 28   | 2019年12月10日 | 這不是越南風情!? 李懿、語蕎一起出國穿比基尼了!?            | 成語蕎 |      |
| 29   | 2019年12月24日 | 李懿語蕎比基尼大放送 海島秘境玩到瘋~                       | 成語蕎 |      |
| 30   | 2020年1月7日   | 最狂24小時不斷電Lan Party 超恥度Just Dance登場!!           | 可凡 |      |
| 31   | 2020年2月25日  | 李懿挑戰最香早餐店 青春偶像來幫忙                          | 陳詩雅 林馨 |      |
| 32   | 2020年3月10日  | 台灣豬農加油，上晏、李懿超真實豬農體驗!!                   | 黃上晏 |      |
| 33   | 2020年3月24日  | 李懿賣菜初體驗、一早批菜做苦力                             | 姚蜜 |      |
| 34   | 2020年4月7日   | 大型重機之後!李懿挑戰大貨車駕照!!                          | |      |
| 35   | 2020年4月21日  | 李懿、巫苡萱偏鄉義拍集合，讓畢業生滿滿回憶                 | 巫苡萱 |      |
| 36   | 2020年4月28日  | 詩雅格格找李懿、倪暄踢館!? 有沒有搞錯啊!?                  | 陳詩雅 . 倪暄 |      |
| 37   | 2020年5月5日   | 李懿與藍星蕾陪睡小白鯨，夜宿海生館                         | 藍星蕾 |      |
| 38   | 2020年5月12日  | 哈囉!李懿與星蕾在忙什麼?海生館後場初體驗                   | 藍星蕾 |      |
| 39   | 2020年5月19日  | 李懿、芸希鈕扣倉庫實習服務生，瞬變月老牽紅線               | 葉芸希 |      |
| 40   | 2020年6月2日   | 李懿、黃上晏挑戰高爾夫球桿弟                               | 黃上晏 |      |
| 41   | 2020年6月16日  | 李懿、筠熹瞎鬧眼鏡店，正妹店長翻白眼                       | 筠熹 |      |
| 42   | 2020年6月25日  | 現實版動物森友會，李懿與奇特動物的第一次接觸               | 孟潔 |      |
| 43   | 2020年6月30日  | 最香企劃！樂天啦啦隊最年長學妹-李懿登場                    | Rakuten Girls |      |
| 44   | 2020年7月7日   | 李懿、沐妍清涼獨木舟海上看日出大挑戰                       | 沐妍 |      |
| 45   | 2020年7月14日  | 李懿新創、白雲中創(中年創業)一起學習微商??                 | 白雲 |      |
| 46   | 2020年7月21日  | 累爆！新北消防員李懿&Lucy ?! 密室逃生、極限挑戰            | Lucy |      |
| 47   | 2020年8月4日   | 稻農李懿與小帆將稻米煮成熟飯的故事                         | 小帆 |      |
| 48   | 2020年8月11日  | 夏日假期澎湖見~李懿、籃籃的澎湖神秘機車行打工換宿!!        | 籃籃 |      |
| 49   | 2020年9月1日   | 叫我船長？重機、大貨車之後！李懿挑戰遊艇駕照               | |      |
| 50   | 2020年9月15日  | 酒吧開張，闆娘李懿、星蕾充當調酒師                         | 藍星蕾 |      |
| 51   | 2020年9月29日  | 體能挑戰賽、李懿新夥伴徵選賽!!??                           | 陳詩雅 巫苡萱 倪暄 籃籃 曲羿 |      |

## 改版後
| 集數 | 播出日期       | 標題 | 主持人                         | 來賓                             | 備註                      |
| ---- | -------------- | --- | ------------------------------ | -------------------------------- | ------------------------- |
| 1    | 2020年10月6日  | 認證再一張? 總是學不會 ? 海龜來突襲！李懿、倪暄、苡萱帶著一顆蛋去小琉球挑戰自由潛水                                                                          | 李懿 倪暄 巫苡萱               | 琳妲                             |                           |
| 2    | 2020年10月13日 | 我是女葉問，新一代女武打明星誕生 | 李懿 陳詩雅                    | 羚小鹿                           |                           |
| 3    | 2020年10月20日 | 迎向熱情台南！雙層巴士熱血出發 | 李懿 陳詩雅 倪暄 籃籃          |                                  |                           |
| 4    | 2020年10月27日 | 比基尼大解放 小琉球SUP瑜珈挑戰 | 李懿 倪暄 巫苡萱               | 琳妲                             |                           |
| 5    | 2020年11月3日  | 排球少女！找回熱血的青春！職業女排超硬訓練 | 李懿 陳詩雅 倪暄 曲羿          | 臺北鯨華女排                     |                           |
| 6    | 2020年11月10日 | 高級和牛服務生!? 燒肉店老闆怕爆的一天!! | 李懿 籃籃                      |                                  |                           |
| 7    | 2020年11月17日 | 假文青對上真採茶，李懿、籃籃、苡萱、曲羿還是認真做自己最好                                                                                                   | 李懿 巫苡萱 籃籃 曲羿          |                                  |                           |
| 8    | 2020年11月24日 | 鰻魚好難捉！24小時鰻魚挑戰 | 李懿 籃籃                      |                                  |                           |
| 9    | 2020年12月1日  | 6小時挑戰三項極限運動 | 李懿 陳詩雅 巫苡萱             |                                  |                           |
| 10   | 2020年12月8日  | 當電影院員工當然要玩起來 | 李懿 陳詩雅 巫苡萱             |                                  |                           |
| 11   | 2020年12月15日 | 衝啊!小懿號 報廢車變藝術品 | 李懿 陳詩雅、 巫苡萱 籃籃      |                                  |                           |
| 12   | 2020年12月22日 | 用5000元辦活動 陪家扶孩子過聖誕 | 李懿 陳詩雅 倪暄 籃籃 曲羿     |                                  |                           |
| 13   | 2020年12月29日 | 為了粉絲用蚵殼做限量簽名襪 一天就走遍南台灣啦！ | 李懿 巫苡萱                    |                                  |                           |
| 14   | 2021年1月12日  | 最美家政婦！到府清潔服務大挑戰 | 李懿 曲羿                      |                                  |                           |
| 15   | 2021年1月19日  | 亂入名人慈善撲克賽 苡萱超神闖進決戰搶獎金！ | 李懿 陳詩雅 巫苡萱 籃籃        | 九是廢 Just Play 含羞草          |                           |
| 16   | 2021年1月26日  | 露營拖車挑戰！考照達人-李懿 挑戰第四張證照 | 李懿                           |                                  |                           |
| 17   | 2021年2月11日  | 新春特輯！香到不行的女生宿舍！超刺激狼人殺特別版「揪出小年獸」                                                                                               | 全部                           | 琳妲 黃上晏 冼迪琦 林馨          | 特別企劃 「誰是年獸」     |
| 18   | 2021年2月12日  | 讓你噴笑的新春團康！有人暗中執行任務？深藏其中的年獸到底是誰？                                                                                               | 全部                           | 琳妲 黃上晏 冼迪琦 林馨          | 特別企劃 「誰是年獸」     |
| 19   | 2021年2月26日  | 新春慶元宵！斑比山丘猜燈謎 紅包獎金拿不停！ | 全部                           |                                  | 元宵特別企劃              |
| 20   | 2021年3月9日   | 學妹跟上！大型重機考照來啦 這次是否能一次過關呢？ | 巫苡萱 倪暄 籃籃               |                                  |                           |
| 21   | 2021年3月16日  | 搬冰箱？扛床墊？超硬派搬家工初體驗！籃嬌姨太大牌讓兩人現場大爆走啦！                                                                                         | 李懿 倪暄 籃籃                 |                                  |                           |
| 22   | 2021年3月23日  | 懿想外景服出爐！設計、製作通通自己來！棚拍美到讓你想戀愛 | 全部                           |                                  |                           |
| 23   | 2021年3月30日  | 懿起做公益！學做大腸麵線、蚵仔煎！愛心義賣全數捐款好窩心 | 李懿 陳詩雅 巫苡萱 籃籃        |                                  |                           |
| 24   | 2021年4月6日   | 瑜伽女神來啦！我要當仙女！挑戰超唯美空中瑜伽 | 李懿 巫苡萱 倪暄               | 宋羽葤 Miya (瑜珈老師)           |                           |
| 25   | 2021年4月13日  | 重返消防局！超硬水上救援！全員到齊搏命演出 | 全部                           |                                  |                           |
| 26   | 2021年4月20日  | 跨界應猿！陳詩雅一日樂天女孩！初登場就把學妹比下去了！？ | 全部                           | Rakuten Girls                    |                           |
| 27   | 2021年4月28日  | 護國神牆！最強客製化三洋磁磚讓懿想天開永留於世！ | 李懿 陳詩雅 倪暄               | 冼迪琦                           |                           |
| 28   | 2021年5月4日   | 懿起來做毛孩沙發！女神們做的沙發能睡得不香嗎？ | 李懿 陳詩雅 倪暄、曲羿         |                                  |                           |
| 29   | 2021年5月11日  | 小鹿、菲菲淚灑現場？驚喜突擊鹿爸、菲媽！母親節真心話 有愛就要說出口！（片尾有溫馨彩蛋）                                                                      | 巫苡萱 籃籃                    | 羚小鹿 菲菲                      |                           |
| 30   | 2021年5月18日  | 李家遺產爭奪戰！爆笑噴飯短劇挑戰你的極限！究竟誰是敗家女呢？                                                                                                 | 全部                           | 琳妲 林襄 冼迪琦 .               | 特別企劃 「誰是敗家女？」 |
| 31   | 2021年5月25日  | 敗家女的逆襲！「矇眼躲貓貓、爆氣球、天堂路接力」偶包是什麼能吃嗎！李爺遺產落入誰手中？                                                                       | 全部                           | 琳妲 林襄 冼迪琦 .               | 特別企劃 「誰是敗家女？」 |
| 32   | 2021年6月8日   | 最後的存檔「呼拉圈有氧」！宅在家跟著女神動次動！舞蹈PK誰能比我還荒謬                                                                                         | 全部                           | 築夢者范婷雅                     | 3級警戒前的最後存檔       |
| 33   | 2021年7月27日  | 女孩們出發吧！一趟說走就走的偽出國世界之旅 | 李懿 巫苡萱                    |                                  | 3級警戒前錄影             |
| 34   | 2021年8月10日  | 懿家姊妹滑起來！雪場上奮力克服心魔！難道是為了北海道之旅嗎？                                                                                                 | 李懿 陳詩雅 倪暄 曲羿          |                                  | 3級警戒後的第一支片       |
| 35   | 2021年8月17日  | 最chill的露營派對！籃籃、倪暄感性爆哭！女孩們敞開心胸說出真心話                                                                                              | 倪暄 籃籃 曲羿                 |                                  |                           |
| 36   | 2021年8月24日  | 網美露營之旅！詩雅擺脫性感黑洞！首度挑戰自然系寫真 | 李懿 陳詩雅 巫苡萱             |                                  |                           |
| 37   | 2021年9月7日   | 中秋烤肉料理賽！李懿、詩雅與小周師的廚藝對決！超澎湃烤肉大餐上桌啦                                                                                           | 李懿 陳詩雅                    |                                  |                           |
| 38   | 2021年9月14日  | 窺探和菓子的神秘傳說！跟著李懿一起前進霧隱城冒險吧！ | 李懿 陳詩雅 倪暄 籃籃          |                                  |                           |
| 39   | 2021年9月21日  | 金鐘小學堂上課啦！女神林襄、Yuri來參戰玩到血流成河？高額獎金是翻倍還是歸零？                                                                                 | 李懿 巫苡萱 倪暄 曲羿          | Yuri 林襄                        |                           |
| 40   | 2021年9月28日  | 一日幕後人員！李懿、籃籃、苡萱潛入綜藝大熱門！體驗你不知道的幕後工作                                                                                         | 李懿 巫苡萱 籃籃               |                                  |                           |
| 41   | 2021年10月5日  | 踏上麵包大師之路！詩雅、曲羿考證照初體驗！歷經四個月的漫漫長路能成功過關嗎？                                                                                 | 陳詩雅 曲羿                    |                                  |                           |
| 42   | 2021年10月12日 | 琳妲爆笑演出前男友誓言追回林襄！籃籃變身大籃雕！李懿凱希化身神雕俠侶！我的武俠會不會太可愛了？                                                               | 全部                           | 琳妲 林襄 徐凱希 若綺            | 特別企劃 「紅塵客棧」     |
| 43   | 2021年10月19日 | 苡萱玩到爆哭又爆氣\|凱希被按摩拖搞到精神崩潰\|辣度破表的泳池大亂鬥登場                                                                                       | 全部                           | 琳妲 林襄 徐凱希 若綺            | 特別企劃 「紅塵客棧」     |
| 44   | 2021年10月26日 | 帶著好友去露營！再度遇上暴雨，是否是籃籃雨神同行的詛咒呢？！20年閨密真情告白，曲羿袒露內心淚崩現場！                                                         | 巫苡萱 倪暄 籃籃 曲羿          | Vickey(曲小編)                   |                           |
| 45   | 2021年11月2日  | 暴雨後的天晴,籃籃,苡萱走繩PK勝負慾爆發互不相讓 | 巫苡萱 倪暄 籃籃 曲羿          | Vickey(曲小編)                   |                           |
| 46   | 2021年11月9日  | 第一屆攀登王大賽！曲羿抱石神還原樹懶！短小精幹的苡萱竟成最大黑馬？懿天挑戰隊是否有機會為國爭光呢？                                                           | 李懿 巫苡萱 倪暄               |                                  |                           |
| 47   | 2021年11月16日 | 苡萱看著看著就淚了\|求倪別講話,倪暄面部猙獰笑倒眾人,挑戰高難度雙人空中環                                                                                     | 巫苡萱 倪暄 曲羿               | 林襄                             |                           |
| 48   | 2021年11月23日 | 四人首次體驗上班族生活!高年級實習生李懿是否能勝任電商公司呢                                                                                                  | 李懿 陳詩雅 巫苡萱 籃籃        | 電電購-即看即購DDG               |                           |
| 49   | 2021年12月7日  | 籃籃跌倒!倪暄臉著地!?詩雅變肉墊!跑酷運動挑戰你的大膽極限! | 李懿 倪暄 巫苡萱 籃籃          |                                  |                           |
| 50   | 2021年12月14日 | 跟著小小球員打棒球!李懿,曲羿帶著樂天女孩體驗少棒訓練,李芳開局就慘遭爆頭,究竟啦啦隊是否會打棒球呢?                                                            | 李懿 曲羿                      | 筠熹 李芳                        |                           |
| 51   | 2021年12月21日 | 史上闖禍大師倪暄又搞砸?突襲樂天女孩.AKB48 Team TP!手作車輪餅慶祝樂天集團日!                                                                                  | 李懿 倪暄                      | Rakuten Girls AKB48 Team TP      |                           |
| 52   | 2021年12月28日 | 不可能這麼優雅吧?中世紀決鬥西洋劍體驗,四人決一死戰!看看誰能把對手一一擊敗!                                                                                   | 李懿 巫苡萱 倪暄 籃籃          |                                  |                           |
| 53   | 2022年1月11日  | 首次線上直播！「歲末年終粉絲QA」虎你問！主持秘辛現正解答 | 全部                           |                                  |                           |
| 54   | 2022年1月18日  | 決戰一番賞！自己的命運自己決定！主持群扮成卡通動漫人物？被塗顏料、扮光頭？                                                                                   | 全部                           |                                  |                           |
| 55   | 2022年1月25日  | 超激動漫QA賽！李懿搶答筆誤全場笑翻，倪暄破天荒成本集最大贏家？究竟誰會扮成一拳超人&神燈精靈呢？                                                              | 全部                           |                                  |                           |
| 56   | 2022年1月31日  | 全新賽制金幣戰！林襄、何美矇眼爆吃炸醬麵，吃到臉都花了！遊戲王籃籃一人K.O五人？                                                                              | 全部                           | 琳妲 林襄 何美 篠崎泫            | 特別企劃 「虎年大撒幣」   |
| 57   | 2022年2月1日   | 詩雅反骨獨攬金幣，林襄大怒：換隊長！琳妲、苡萱歪樓猜謎！全程消音笑翻全場！                                                                                   | 全部                           | 琳妲 林襄 何美 篠崎泫            | 特別企劃 「虎年大撒幣」   |
| 58   | 2022年2月15日  | 超硬舉重挑戰！主持群叫苦連天！踏上預備選手之路？女神波波蓁完美抓舉成功                                                                                       | 李懿 巫苡萱 籃籃 曲羿          | 波波蓁                           |                           |
| 59   | 2022年3月1日   | 最強跨界合作！懿想天開首次登台演出就踏上演唱會，粉絲超燃暴動應援！籃籃竟被欽點最適合加入AKB！                                                                | 全部                           | 冼迪琦 . 邱品涵 . 林馨 .         |                           |
| 60   | 2022年3月8日   | 超療癒手作地毯，主持群卻哀聲連連？！詩雅成為資優生，挑戰高難度圖案，秒嗆倪暄太弱！                                                                           | 李懿 陳詩雅、倪暄、曲羿        | . 冼迪琦                         |                           |
| 61   | 2022年3月15日  | 超鏘搜救隊登場！超高垂降救援讓主持群驚聲尖叫！詩雅體驗高空擔架成待宰羔羊，倪暄垂降前最在意的竟是瀏海？                                                       | 李懿 陳詩雅 倪暄 籃籃 曲羿     | 冼迪琦                           |                           |
| 62   | 2022年3月22日  | 重返消防局，超硬實戰訓練！李懿化身魔鬼教官，重裝上陣來真的，嚴苛訓練讓籃籃撐不住淚崩！                                                                       | 李懿 陳詩雅 倪暄 籃籃 曲羿     | 冼迪琦                           |                           |
| 63   | 2022年4月12日  | 卡通大亂鬥！曲羿、子筑超荒謬裝扮嚇翻眾人，究竟籃籃是一拳超人還是蛋黃哥呢？碰碰車激鬥場面一度失去控制？                                                       | 全部                           | . Wendy 歐斯卡 倚禎              | 特別企劃 「卡通大亂鬥」   |
| 64   | 2022年4月13日  | 卡通殊死戰！美少女戰士VS.茉莉公主，究竟「馬」死誰手？超激水彈大作戰，李懿、曲羿慘遭籃籃0距離暴擊！                                                           | 全部                           | . Wendy 歐斯卡 倚禎              | 特別企劃 「卡通大亂鬥」   |
| 65   | 2022年4月19日  | 偶像的初次露營（上）！SSKR首次露營獻給懿想天開，究竟曲羿會不會被偶像們與琳妲給搞瘋呢？陳詩雅貴婦裝竟被嫌窮酸？發下豪語要嫁入豪門？                           | 陳詩雅(S) 曲羿                 | 琳妲 冼迪琦(S) 劉曉晴(K) 林馨(R) |                           |
| 66   | 2022年4月26日  | 偶像的初次露營（下）超萌視角生態觀察，SSKR策劃驚喜，詩雅現場甩態狂嫌棄！營火晚會氣氛High ，曲羿獻唱小迪秒變小粉絲。                                          | 陳詩雅(S) 曲羿                 | 琳妲 冼迪琦(S) 劉曉晴(K) 林馨(R) |                           |
| 67   | 2022年5月3日   | 小小球員的助力！懿起做公益，李懿限時挑戰200顆紅豆餅，小迪卻滿腦想著吃！曲羿、詩雅烘焙證照終於派上用場！？引領亞恩踏上甲胖之路！                              | 李懿 陳詩雅 曲羿               | 冼迪琦 .                         |                           |
| 68   | 2022年5月10日  | 最萌跨界合作，懿起傳遞愛，母親節公益舞蹈快閃！不NG挑戰，李懿擔C位重任、詩雅練舞頻出錯！究竟誰會是老鼠屎？                                                    | 李懿 陳詩雅 巫苡萱 籃籃 曲羿   | 陸筱晴                           |                           |
| 69   | 2022年5月17日  | 澎湖夏日大挑戰，陽光沙灘比基尼！限時2hrs學會風浪板！超鏘倪暄遭教練無視，李懿意外失足成唯一落水學員                                                           | 李懿 巫苡萱 倪暄 曲羿          |                                  |                           |
| 70   | 2022年5月24日  | 澎湖花火節食遊記，怎能不吃爆！賭上樂天女孩的尊嚴，苡萱、倪暄、曲羿夜市終局之戰！小漁港拍出奇蹟美照，畫風一轉變成越南情緣？                                   | 李懿 巫苡萱 倪暄 曲羿          |                                  |                           |
| 71   | 2022年6月7日   | 初夏螢火蟲露營，驚爆反骨陰影下的曲羿！ AKB48 TTP火藥味瀰漫，李家姊妹鬧鬩牆？倪暄生氣大爆走，眾人無辜被波及！？                                               | 倪暄 曲羿                      | 琳妲 . 邱品涵 .                  |                           |
| 72   | 2022年6月14日  | 露營慘變姊妹鬩牆！？曲羿、琳妲是壓倒倪暄的最後一根稻草？！超雷第三車，採購過程狀況不斷？造成MINA心裡創傷？                                                   | 倪暄 曲羿                      | 琳妲 . 邱品涵 .                  |                           |
| 73   | 2022年6月21日  | 倪暄不忍了，錄影現場哽咽泛淚！MINA飆演技，原來都是設計好的？！阿里山夜遊超坎坷，都是月亮惹的禍？琳妲展廚藝，好吃到連媽都會哭？                               | 倪暄 曲羿                      | 琳妲 . 邱品涵 .                  |                           |
| 74   | 2022年6月28日  | 懿想戰士：TOP GUN獨行俠，致敬阿湯哥上青天！巫苡萱、林襄挑戰人生新高度！無邊界高空視野，心臟抨擊無法平復，G力測試克服暈眩，主持人激動到差點落淚！             | 巫苡萱                         | 林襄                             |                           |
| 75   | 2022年7月5日   | 籃籃降臨澎湖風雲變色！強風襲擊主持群無一倖免！SUP唯美畫面突變調，竟變全員漂流中！？倪暄化身寄生蟲坐騎曲羿，巫苡萱仿效感嘆：「我不適合努力，但我有兩力！」    | 巫苡萱 倪暄 籃籃 曲羿          |                                  |                           |
| 76   | 2022年7月12日  | 進擊的籃籃，挑戰蔚藍大海！澎湖夏日新玩法，樂天女孩全身濕透，讓你心癢癢的衝擊快感！狂風襲擊，網美聖地瞬間幻滅，全員暴走狀況劇上演！                           | 巫苡萱 倪暄 籃籃 曲羿          |                                  |                           |
| 77   | 2022年7月19日  | 樂天女孩苡萱、曲羿獨挑大樑！快閃一家人OUR FAMILY品牌日，直擊代言人郭書瑤開球小幫手！曲羿拍胸脯「一定辦的妥妥貼貼」！                                         | 巫苡萱 曲羿                    |                                  |                           |
| 78   | 2022年7月26日  | 超激越野沙灘車，跋山涉水點燃苡萱飆仔魂！激烈彎道讓林襄面色鐵青直喊：要吐了！絕美「天空之鏡」超好拍，兩人當完飆仔換網美                                       | 巫苡萱                         | 林襄                             |                           |
| 79   | 2022年8月17日  | iRent警探緊急召集！懿想家家酒出動，李懿、苡萱化身動漫角色解救懿想市 超刺激解謎遊戲，結局讓人超吃驚                                                           | 李懿 巫苡萱                    | 陳伊 冼迪琦                      |                           |
| 80   | 2022年8月23日  | 資深前輩籃籃真情流露，帶穎樂看清這世界！近視雷射手術全紀錄，還沒開始害怕就已經結束？！不到10分鐘徹底改變人生                                                 | 籃籃                           | 林穎樂                           |                           |
| 81   | 2022年8月30日  | 當偶像失業時！詩雅褪去偶像包袱，改行去當禮儀師！？全年無休隨時待命，讓李懿也肅然起敬                                                                         | 李懿 陳詩雅                    |                                  | 當偶像失業時              |
| 82   | 2022年9月20日  | 廚娘養成班！耗時三個月，練就七十二道菜！從不敢抓鮮魚到切菜見紅，巫苡萱、倪暄能否成功挑戰中餐丙級技術士呢？                                                   | 巫苡萱 倪暄                    |                                  |                           |
| 83   | 2022年9月27日  | 退役偶像全新挑戰！菜鳥學徒從0開始，首日上班挑戰20層樓高空洗牆，嚇到雙腿發抖也要咬牙撐過！                                                                    | 李懿 陳詩雅                    |                                  | 當偶像失業時              |
| 84   | 2022年10月4日  | 寫真女星露營記（上）曲羿難逃苦命魔咒，詩雅擔任主廚發現壯壯是專業露營玩家！露營八卦不停，抖出百萬網紅陳年糗事                                                 | 陳詩雅 曲羿                    | 冼迪琦 琳妲 雅涵 林襄 壯壯       |                           |
| 85   | 2022年10月11日 | 寫真女星露營記（下）她們最赤裸的一面？戰火燃起蜜桃大比拚，興奮到尖叫聲不斷！壯壯主廚展廚藝，眾人直呼趕快嫁了！                                               | 陳詩雅 曲羿                    | 冼迪琦 琳妲 雅涵 林襄 壯壯       |                           |
| 86   | 2022年10月25日 | 失業偶像的最終歸宿！？釣蝦場員工真的那麼好賺？薪資曝光讓李懿目瞪口呆！陳詩雅親下蝦池示範清潔，身高硬傷讓他險些滅頂⋯想當蝦后是蝦妹，老闆認證顏質滿分站櫃檯！  | 李懿 陳詩雅                    |                                  | 當偶像失業時              |
| 87   | 2022年11月1日  | 飛靶射擊挑戰賽！現場槍聲超震撼！籃籃意外「擦槍走火」教練驚呆，運動健將李懿首度踢鐵板！陳詩雅、陳詩媛雙子同台超失控！一出場就讓全場笑翻！誰會是最強打靶王呢？ | 李懿 陳詩雅 籃籃               | 陳詩媛                           |                           |
| 88   | 2022年11月15日 | 極限運動風箏衝浪！挑戰征服巨風！超困難運動讓女孩們東倒西歪，苡萱遭吹飛3米高摔落嚇傻眾人，林襄竟被稱讚是最有天份！                                            | 李懿 陳詩雅 巫苡萱 倪暄 曲羿   | 林襄                             |                           |
| 89   | 2022年11月22日 | 桃園大廟景福宮超靈驗！籃籃、雅涵kimi 求財當場認乾爹？繞境OOTD展現最夯潮流                                                                                    | 籃籃                           | 張雅涵                           |                           |
| 90   | 2022年11月29日 | 心臟爆擊夢幻職業，導盲犬訓練師薪資太驚人？！李懿罕見動真格，現場情緒失控大暴走！詩雅跳級魔王考試，資優生導盲犬被嚇歪，現場求救直接放棄？！                   | 李懿 陳詩雅                    |                                  | 當偶像失業時              |
| 91   | 2022年12月6日  | 籃籃化身北宜女飆仔體驗速度與激情！騎上「得力助手」宏佳騰智慧電車Ai-1 Ultra Belt勇闖宜蘭！詩雅感恩回饋之旅誓言報答籃籃！                                      | 陳詩雅 籃籃                    |                                  |                           |
| 92   | 2022年12月20日 | 林襄、苡萱淪為女工辛酸畫面流出！超人氣剝皮辣椒竟要排半年以上，想吃到就自己做吧！懿想火辣擔當親做辣椒，原來剝皮辣椒是這樣誕生！                               | 巫苡萱                         | 林襄                             |                           |
| 93   | 2022年12月27日 | 讓巫苡萱直喊「那裡癢癢的」漂移甩尾挑戰！阿湯哥捍衛戰士Ｇ力經典重現！剛拿到駕照就甩尾，曲羿心理壓力超大！金卡納挑戰連李懿也無法克服！甩尾真的這麼難嗎？       | 李懿 巫苡萱 曲羿               | 安乙蕎                           |                           |
| 94   | 2023年1月3日   | 樂天知識王大考驗，這些年啦啦隊白當了？！2022首度拿下樂天主場MVP球員？誰是樂天桃猿新舞王？詩雅是樂天臥底？神猜題打趴資深學姐！                                | 陳詩雅 巫苡萱 籃籃 曲羿 林襄   |                                  |                           |
| 95   | 2023年1月17日  | 樂天啦啦隊同期生超荒謬露營！一言不合就馬上吵架！詩雅、詩媛雙子同台，超默契同步偷懶？交換禮物引發眾怒！究竟發生了什麼事？                                     | 陳詩雅 雅涵 林馨               | 宋宋 陳詩媛 霖霖                 |                           |
| 96   | 2023年1月24日  | 樂天啦啦隊同期生露營，革命情感讓宋宋落淚！小白駕駛詩雅首上路，全車驚聲尖叫嚇壞Kimi！食材短缺竟盯上製作單位，企劃下海陪玩驚變自肥現場？                       | 陳詩雅 雅涵 林馨               | 宋宋 陳詩媛 霖霖                 |                           |
| 97   | 2023年1月31日  | 孫藝珍最愛的運動！？機械皮拉提斯酷似「刑具」讓小迪羞喊想嘗試！苡任狂踢鐵板崩潰喊不配當運動員！各式扭曲十八招讓新妹們快招架不住啦！                           | 雅涵 林馨 冼迪琦 廖苡任        |                                  |                           |
| 98   | 2023年2月7日   | 兩小時限定挑戰！天旋地轉的舞綢讓苡任忍不住吐啦！Kimi賣命演出卻讓老師不予置評 唯美舞蹈畫風突變竟充滿尖叫聲！都是因為這動作太可怕                              | 曲羿 雅涵 林馨 廖苡任          |                                  |                           |
| 99   | 2023年2月14日  | 極限體能王挑戰！林襄魔性腰力「扭」出新高度！超快速通關讓教練看傻！苡任國手飯碗受威脅？爆發潛能克服魔王高牆！雅涵吃波比跳全餐，哪個新妹會是老鼠屎？           | 雅涵 林襄 林馨 廖苡任          |                                  |                           |
| 100  | 2023年2月21日  | 台版「黑暗榮耀」雅涵童年校園霸凌故事首公開！淚訴封閉心靈歷程！故鄉白河沒有麥當勞跟7-11？三姝泡湯展堅情                                                       | 雅涵                           | 宋宋 陳詩媛                      |                           |
| 101  | 2023年2月28日  | 啦啦隊女神林襄化身女車神！卡丁車競速挑戰「人車合一」卻只玩過電玩？艾融賽道失控，衝向護欄險翻車！樂天最強飆仔出爐，連教練都讚實至名歸                         | 雅涵 林襄                      | 艾融 壯壯                        |                           |
| 102  | 2023年3月7日   | 曲羿童年逃家嚇壞曲媽報警尋女？絕對哭爆的家人羈絆讓曲羿直言：「放不下他們！」嘉義中埔私房景點全開箱，曲媽手路菜擄獲女孩心！                                   | 曲羿 雅涵                      | 宋宋 陳詩媛                      |                           |
| 103  | 2023年3月14日  | 射箭國手挑戰之路！李懿、巫苡萱中指食指左眼右眼分不清！詩雅畢業即解放翹臀射箭逼瘋教練！大齡藝人能迎戰90嫩妹嗎？最青春的射箭趣味賽登場                         | 李懿 巫苡萱 冼迪琦 曲羿 陳詩雅 | 巧媛                             |                           |
| 104  | 2023年3月21日  | 絕美來賓壯壯、艾融挑戰滑板車！林襄竟成最腳滑主持人 小師妹雅涵失誤被學姐大罵！最香滑板車挑戰不要錯過                                                          | 雅涵 林襄                      | 艾融 壯壯                        |                           |

## 美味關係
2021年12月31日開播，由倪暄擔任主持人。
| 集數 | 日期           | 標題                                                                                                 | 來賓   | 備註         |
| ---- | -------------- | --- | ------ | ------------ |
| 1    | 2021年12月31日 | 倪餐館首度開張囉！襄民來報到，挖掘林襄不為人知的祕密！                                               | 林襄   |              |
| 2    | 2022年1月14日  | 20歲的女團C位！深不可測的內心，林馨的偶像之路！                                                      | 林馨   |              |
| 3    | 2022年1月28日  | 女王態勢！全才美腿女神夏子薇，與倪暄共跳魔性「GY舞」！                                               | 夏子薇 |              |
| 4    | 2022年2月26日  | 創作才子成晞 被倪暄撩到受不了啦!!!                                                                   | 成晞   |              |
| 5    | 2022年3月19日  | 純愛系女神林可來了！各種八卦秘辛首度公開                                                             | 林可   |              |
| 8    | 2022年5月27日  | 登上NHK紅白大舞台的小偶像邱品涵！魔王五星料理當前，卻擋不住想嗆製作單位的心？                        | 邱品涵 |              |
| 9    | 2022年7月1日   | 劉曉晴與夢想的距離！自爆曾因想家「躲棉被偷哭」！倪大廚做出正港味，連曉晴都說讚！                     | 劉曉晴 |              |
| 10   | 2022年8月5日   | 古曜威拍MV只顧自己帥？！選出心目中第一女主，倪暄使出渾身解數，第一關仍慘遭淘汰！                     | 古曜威 |              |
| 11   | 2022年8月26日  | Mina演技堪比八點檔！隱藏版叛逆性格，丟掉偶包驚人之語，嚇得倪暄措手不及！                             | .      |              |
| 12   | 2022年9月23日  | 陳詩媛透露想生雙胞胎，且已規劃好人生下一階段！？親姊妹爆料，演戲震撼教育，詩雅當場心碎滿地？         | 陳詩媛 |              |
| 13   | 2022年10月21日 | 上通告有這種潛規則！柯朋宇嚇壞來宣傳卻變成危險關係！？驚爆出自己是抖S！讓倪暄瞬間臉紅心跳            | 柯朋宇 |              |
| 14   | 2022年12月22日 | 失業後的偶像！陳詩雅究竟要如何存活？竟曝想一了百了退出演藝圈？超荒謬代班主持人，和詩雅聊三句就開吵！ | 陳詩雅 | 工作人員代班 |
| 15   | 2022年12月30日 | 詩雅扛起主廚大任，美味關係遭遇史上危機？廚藝小白轟炸料理，做成這樣也是真服了！                       | .      | 陳詩雅代班   |

## 要去哪裡玩
由林襄與冼迪琦擔任主持人。
| 集數 | 日期          | 標題 | 旅遊地點 | 備註 |
| ---- | ------------- | --- | -------- | ---- |
| 1    | 2022年3月29日 | 林襄＆小迪意想不到的組合！紫南宮一擲入魂，是否注定要紅！沒想到第一次出遊林襄就嫌小迪怪？                                                      | 南投縣   |      |
| 2    | 2022年4月15日 | 台港公主進城堡囉，林襄、小迪帶你開箱閨房！姊妹話題原來交往前可以先... 旅遊首日感想公開！兩人對彼此看法是這樣...                               | 南投縣   |      |
| 3    | 2022年4月28日 | 暢玩小歐洲，鬼馬少女冼迪琦再度語出驚人，連經紀人都無言以對！林襄魅力讓羊群也無法抵擋，美景配美女你還按捺得住嗎？                              | 南投縣   |      |
| 4    | 2022年5月13日 | 南投之旅翻車卻意外收穫！？寫真天花板＆首席美少女雙人共泡，小迪語出驚人要求林襄現場驗貨...                                                     | 南投縣   |      |
| 5    | 2022年5月31日 | 讓林襄舒服的秘密武器！以後應援帶這支就對辣！到奮起湖不吃「它」就是對湖不尊重！洗迪琦、林襄初訪慘遭雨神同行！少女美食詞彙養成中！              | 嘉義縣   |      |
| 6    | 2022年7月8日  | 舉起襄民的法槌，林襄、小迪的手工皮雕意外成功！但卻讓老闆冷汗狂流直呼：麥勾槌啊啦！螢火蟲秘境！沒想到浪漫的螢火蟲竟然是會發光的XX？            | 嘉義縣   |      |
| 7    | 2022年7月22日 | 咖啡園危機！冼迪琦狂嗑咖啡果實自詡「咖啡公主」，林襄冷眼看：害怕未知的味道...一日鄒族文化體驗，鬼馬少女們阿里山最終章！                       | 嘉義縣   |      |
| 8    | 2022年8月9日  | 勝利星村超美民宿帶你穿越昭和時代！復古和室超好拍讓小迪目不轉睛，一旁林襄卻羞喊「晚上要注意隔音...」                                           | 屏東縣   |      |
| 9    | 2022年8月26日 | 屏東可以這樣玩！？穿著旗袍踅街去，林襄的命定旗袍竟是這款！昔日廢墟竟變超美藝術公園，日頭赤焱焱小迪親授不敗瀏海秘訣...                         | 屏東縣   |      |
| 10   | 2022年9月13日 | 清涼海洋公園媲美潑水節！超多噴水設施讓林襄、冼迪琦全都濕透啦！超嗨旅途瞬間變調？！小迪失言讓林襄姊妹反目，怒噴：都假面閨密啦！事情真相是...？ | 屏東縣   |      |
| 11   | 2022年10月7日 | 屏東輕旅最終回！精靈谷莊園化身小精靈，小迪太入戲竟語出驚人...林襄與女優撞名？喊話暗黑版林襄當面交流交流！？                                   | 屏東縣   |      |

### 城鄉島遊
| 集數 | 日期           | 標題 | 出演者        | 旅遊地點 | 備註 |
| ---- | -------------- | --- | ------------- | -------- | ---- |
| 1    | 2022年6月16日  | CP值爆高！城鄉島遊微旅行，出遊懶人包100%零踩雷！？巫苡萱、冼迪琦玩遍天母商圈，藏不住的幸福感！士東市場、天母商圈隱藏版美食、天母市集挖寶趣、義式手工冰淇淋融化少女心！ | 冼迪琦 巫苡萱 | 台北市   | 天母 |
| 2    | 2022年7月15日  | 米籃食尚之都，俗女小旅行！吃喝玩樂，城鄉島遊通通包！跟著林襄、冼迪琦漫步菁寮老街，感受滿滿的人情味！                                                                   | 林襄 冼迪琦   | 台南市   |      |
| 3    | 2022年8月26日  | 一路向南說走就走，潮解憂之旅！告別都市壓力，尋找快樂秘訣！讓林襄、冼迪琦跟著城鄉島遊來解答！                                                                           | 林襄 冼迪琦   | 屏東縣   |      |
| 4    | 2022年9月9日   | 城鄉島遊偽出國小旅行！探索海島秘境，澎湖南寮網美聖地、當地美食驚喜不斷，快跟著林襄、冼迪琦出發去！                                                                     | 林襄 冼迪琦   | 澎湖縣   | 南寮 |
| 5    | 2022年9月30日  | 體驗原民文化，城鄉島遊在花蓮！跟著林襄與小迪挑戰傳統捕魚，當上獵人吧！花蓮超人氣伴手禮，超創新糕點讓兩人目瞪口呆！                                                     | 林襄 冼迪琦   | 花蓮縣   |      |
| 6    | 2022年10月28日 | 台中東勢鐵馬一日遊，跟著城鄉島遊來一趟減碳輕旅行，超萌手作爆發少女心，感受自然四季變化療癒身心，跟著張雅涵KIMI、冼迪琦品味生活吧！                                     | 冼迪琦 雅涵   | 台中市   | 東勢 |
| 7    | 2022年11月4日  | 台中東海藝術旅，化身文藝少女來挖寶！巷弄隨處都是打卡熱點，隱藏店家身懷絕技！《巫女》金工體驗手作魅力，大啖美食幸福感爆棚！跟著曲羿、冼迪琦尋寶去！                     | 冼迪琦 曲羿   | 台中市   | 東海 |
| 8    | 2022年11月11日 | 苗栗銅鑼造訪療癒小鎮，百年古厝看見時光軌跡，道地美食飄香，創意與傳統結合，每一口絕對都讓你驚艷不已！感受文化與自然的能量，跟著林襄、冼迪琦一起享受生活吧！             | 林襄 冼迪琦   | 苗栗縣   | 銅鑼 |
| 9    | 2022年11月18日 | 新北金山微旅行，走訪百年老街見證時代軌跡，道地美食吃不停，放飛自我解放壓力，海底溫泉不能錯過！親近自然感受大地恩惠，秘製窯烤美食，讓人口水直流！                       | 林襄 冼迪琦   | 新北市   | 金山 |

## STRIKE！
由籃籃、曲羿、林馨、廖苡任擔任主持人。
| 集數 | 日期           | 標題 | 主持人           | 來賓                                | 備註 |
| ---- | -------------- | --- | ---------------- | ----------------------------------- | ---- |
| 1    | 2022年8月2日   | 全新單元STRIKE！超萌新血初登場，于馨、苡任跨界出擊！HUR強勢來襲，開錄第一集，籃籃、曲羿就地位就不保？                            | 全               | HUR                                 |      |
| 2    | 2022年9月6日   | 富邦Angels VS.樂天女孩！想要獲勝得出奇招？幸運女神另類眷顧，地主隊無情被輾壓？！                                               | 全               | 慈妹 朱朱 李岳 古曜威               |      |
| 3    | 2022年10月18日 | 懿想天開C位換人當？曲姐手把手教01如何登大人！超刺激保齡球積分賽，遊戲荒謬到選手當場放棄                                        | 籃籃 曲羿 林馨   | 琳妲 名慧 加瑄 Jocelyn9.4.0 安婕希  |      |
| 4    | 2022年11月8日  | STRIKE！全新賽制『美式躲避球』！昔日夥伴變場上敵手？PVL女排最佳舉球員決戰職棒選手，前所未有跨界廝殺                            | 曲羿 林馨 廖苡任 | 力安 采婕 小映 賴可                 |      |
| 5    | 2022年12月13日 | 女團冠軍之戰，賭上尊嚴的對決！殘酷美躲淘汰賽，鯨華女排舉球員苡任跨界輾壓！？籃籃、詩雅搬援軍助戰，前所未見C位爭奪賽！          | 籃籃 林馨 廖苡任 | 陳詩雅 邱品涵 . 熊霓 莫凡心         |      |
| 6    | 2023年1月10日  | 啦啦隊女神人設崩壞！林襄意外被教練牽手情歌告白！苡萱被「人間兇器」擋住視線！獵奇瘋狂足壘，珍奇異獸場上較勁！詩雅用臉接球展絕技 | 籃籃 曲羿        | 陳詩雅 巫苡萱 宋宋 林襄 冼迪琦 芷霖 |      |

## 外部連結
- 懿想天開官方網站 （页面存档备份，存于）
- 懿想天開的Instagram帳戶
- YouTube上的懿想天開頻道